# Nguyễn Thế Hoàng
Nguyễn Thế Hoàng là một thiếu tướng của Quân đội Nhân dân Việt Nam. Ông hiện là Giáo sư - Tiến sĩ khoa học - Thầy thuốc nhân dân, Phó Giám đốc Bệnh viện Trung ương Quân đội 108, Bộ Quốc phòng kiêm Chủ nhiệm Bộ môn Chấn thương Chỉnh hình - Viện Nghiên cứu Khoa học Y Dược lâm sàng 108, đồng thời là Giảng viên chính thức Bộ môn Phẫu thuật tạo hình và Vi phẫu thuật, Đại học tổng hợp Munich - Cộng hòa Liên Bang Đức. Ông cũng là người Việt Nam đầu tiên được nhận Giải thưởng khoa học Friedrich Wilhelm Bessel do quỹ học bổng Alexander von Humboldt, Đức trao tặng.

## Sự nghiệp
Ông quê ở xã Kỳ Châu, huyện Kỳ Anh, tỉnh Hà Tĩnh.
Năm 1987, ông Nguyễn Thế Hoàng tốt nghiệp Học viện Quân y.
Sau khi tốt nghiệp đại học, ông công tác tại mặt trận 979- chiến trường Campuchia.
Năm 1994, bác sĩ Hoàng được nhận học bổng của Cơ quan trao đổi Hàn lâm khoa học Đức (DAAD) để sang làm nghiên cứu sinh tại Bệnh viện Ngoại khoa "Rechts der Isar" thuộc trường đại học Munich- Đức.
Năm 1997, ông bảo vệ thành công luận án Tiến sĩ y học với kết quả xuất sắc.
Năm 2006, ông Hoàng được nhận được học bổng Humboldt và tiếp tục tiến hành đề tài nghiên cứu tại CHLB Đức.
Tháng 9 năm 2006, ông Nguyễn Thế Hoàng đã được nhận học hàm Phó giáo sư y học Việt Nam.
Tháng 10 năm 2008 ông Nguyễn Thế Hoàng được nhận học hàm Phó giáo sư của Trường Đại học Munich.
Tháng 2 năm 2012, ông Nguyễn Thế Hoàng được Nhà nước Việt Nam trao tặng danh hiệu "Thầy thuốc ưu tú".
Tháng 3 năm 2013, với đề tài khoa học "Tân tạo tuần hoàn và nuôi cấy tế bào để tạo các tổ chức sống mới có cấu trúc không gian ba chiều", phục vụ trong lĩnh vực phẫu thuật tạo hình. ông Nguyễn Thế Hoàng đã sang Đức hợp tác nghiên cứu và nhận Giải thưởng khoa học Friedrich Wilhelm Bessel. Ông là một trong 4 người châu Á được nhận giải thưởng nghiên cứu cao quý này.
Tháng 2 năm 2017, ông được Chủ tịch nước phong tặng danh hiệu "Thầy thuốc Nhân dân" theo Quyết định số 366/QĐ-CTN về việc phong tặng danh hiệu Thầy thuốc Nhân dân 
Năm 2018, ông Nguyễn Thế Hoàng đã được nhận học hàm Giáo sư y học Việt Nam 

## Đánh giá
- Giải thưởng mà Đại tá, Phó Giáo sư Nguyễn Thế Hoàng đã đạt được là niềm tự hào của Ngành Quân y Việt Nam nói riêng, của nền khoa học-công nghệ nước nhà nói chung."_Thượng tướng Lê Hữu Đức, Thứ trưởng Bộ Quốc phòng Việt Nam.
- Theo đánh giá của Hội đồng khoa học Trường Đại học Tổng hợp Munich (Cộng hoà Liên bang Đức), công trình nghiên cứu đã được tiến hành một cách chuẩn mực với những tư duy và ý tưởng khoa học rõ ràng, giải quyết một cách thuyết phục những câu hỏi đặt ra. Kết quả của nghiên cứu cho phép tạo ra các tổ chức sống nhân tạo với tiềm năng ứng dụng cao trong điều trị lâm sàng."_ trích Đài phát thanh và truyền hình Bình Dương .

## Thành tích
- Giải thưởng khoa học Friedrich Wilhelm Bessel [2][8].
- Danh hiệu "Thầy thuốc nhân dân".
- Bằng khen của Bộ trưởng Bộ Quốc phòng[7].
- Giải thưởng khoa học "Johann Nepomuk von Nussbaum" của Hiệp hội Ngoại khoa Đức[9].
- Giải thưởng khoa học APKO của Hiệp hội Ngoại khoa tạo hình Đức[10]
- Giải nhất Giải thưởng sáng tạo khoa học công nghệ Việt Nam (giải thưởng VIFOTEC)[5].
- Huy chương khoa học Karl Max von Bauerfeind dành cho các cá nhân có cống hiến khoa học đặc biệt xuất sắc[11].
- Tham gia phẫu thuật ghép hai cánh tay đồng loại đầu tiên trên thế giới cho một công dân Đức bị mất cả 2 cánh tay trong một tai nạn lao động tại bệnh viện ngoại khoa Rechts der Isar ở Munic năm 2008"[11]